# 巴拉普尔
巴拉普尔（Balapur），是印度马哈拉施特拉邦Akola县的一个城镇。总人口39493（2001年）。

## 人口
该地2001年总人口39493人，其中男性20379人，女性19114人；0—6岁人口6630人，其中男3393人，女3237人；识字率68.72%，其中男性为73.28%，女性为63.86%。